# Катастрофа Ан-28 под Кярдла
Катастрофа Ан-28 под Кя́рдла — авиационная катастрофа, произошедшая в пятницу 23 ноября 2001 года. Авиалайнер Ан-28 эстонской авиакомпании ELK Airways (ELK Lennuliinid), выполнявший внутренний рейс ELK1007 по маршруту Таллин—Кярдла, рухнул на землю недалеко от аэропорта Кярдла (Хийумаа). Из находившихся на его борту 17 человек (14 пассажиров и 3 члена экипажа) погибли 2.

## Самолёт
Ан-28 (регистрационный номер ES-NOV, заводской 1AJ003-03, серийный 03-03) был выпущен авиационным заводом «PZL-Mielec» (Польша) в сентябре 1986 года. 9 октября того же года получил бортовой номер СССР-28814 и был передан авиакомпании «Аэрофлот» (Коми УГА, Сыктывкарский ОАО); с июля 1994 года находился на хранении, 28 января 2000 года был списан. 31 марта 2000 года был куплен эстонской авиакомпанией Enimex и его б/н сменился на ES-NOV. Оснащён двумя турбовинтовыми двигателями ТВД-10Б. На день катастрофы налетал 1690 часов.

## Экипаж и пассажиры
Состав экипажа рейса ELK1007:
- Командир воздушного судна (КВС) — 46-летний Александр Николаев (эст. Aleksandr Nikolajev). Опытный пилот, в авиакомпании Enimex проработал 7 лет (с 1994 года). Управлял самолётами Як-40, Ан-72, Ан-74 и Ту-134. В должности командира Ан-28 с июля 2001 года. Налетал 4494 часа (1437 из них ночью), 43 часа 58 минут из них на Ан-28 (5 часов 50 минут из них — ночью).
- Второй пилот — 23-летний Александр Головко (эст. Aleksandr Golovko). Налетал 472 часа 46 минут, все — на Ан-28.
- Стюардесса — 27-летняя Леэна Стефутина (эст. Leena Stefutina). Стаж работы бортпроводницей — 5 лет и 7 месяцев[1][3].

| Гражданство | Пассажиры | Экипаж | Всего |
| ----------- | --------- | ------ | ----- |
| Эстония     | 13        | 3      | 16    |
| Норвегия    | 1         | 0      | 1     |
| Итого       | 14        | 3      | 17    |

Имена пассажиров
- Мартин Линдъярв (эст. Martin Lindjärv)
- Яан Алас (эст. Jaan Alas)
- Ааре Пранк (эст. Aare Prank)
- Энн Элен Гьельстад (норв. Anna Helena Gjelstad)
- Хильда Хийс (эст. Hilja Hiis)
- Айво Пере (эст. Aivo Pere)
- Рийна Пере (эст. Riina Pere)
- Керту Пере (эст. Kertu Pere)
- Арго Пере (эст. Argo Pere)
- Хиллар Эллер (эст. Hillar Eller)
- Рита Роол (эст. Rita Rool)
- Джон Пасс (эст. John Pass)
- Кайя Тоом (эст. Kaia Toom)
- Анни Тоом (эст. Anni Toom)[3]

## Хронология событий

### Полёт
Рейс ELK1007 обслуживал самолёт Ан-28 борт ES-NOV авиакомпании Enimex, который выполнял полёты по договору лизинга с авиакомпанией ELK Airways.
Рейс 1007 вылетел из Таллина в 18:05 EET (16:05 UTC), на его борту находились 3 члена экипажа и 14 пассажиров, в том числе 2 ребёнка; среди пассажиров были жители острова Хийумаа и туристы. Полёт проходил на эшелоне FL60 (1850 метров), в полёте были небольшая турбулентность и обледенение, противообледенительная система была включена.
В 18:20 второй пилот сообщил готовность к снижению. Авиадиспетчер аэропорта Кярдла разрешил снижение до высоты 420 метров. В 18:29 авиадиспетчер спросил, продолжает ли самолёт снижение или выполняет навигацию по радиомаяку; КВС ответил, что продолжает снижение. Через 10 секунд авиадиспетчер сказал сообщить процедуру захода на посадку; КВС ответил, что видит взлётно-посадочную полосу и выполняет заход на посадку. 
Связь с центром УВД аэропорта Кярдла поддерживалась на английском языке, а ближе к концу полёта — на русском языке. Примерно за 30-35 секунд до катастрофы самолёт внезапно попал в зону турбулентности, КВС воскликнул: «Вот это швырнуло!».
В 18:31 EET (16:31 UTC) самолёт рейса ELK1007 рухнул на землю в 1,76 километра от торца ВПП в болотистой лесистой местности и полностью разрушился. 

### После крушения
Авиадиспетчер видел бортовые огни рейса 1007, шедшего на посадку. Затем самолёт пропал из зоны видимости авиадиспетчера, и тот решил, что самолёт скрылся за высоким лесом немного к юго-западу от ВПП, но в 18:34 объявил тревогу после того, как не смог связаться с экипажем рейса 1007. Авиадиспетчер сообщил об инциденте спасательной команде аэропорта Кярдла, Спасательному департаменту Хийумаа, координационному центру спасательных операций, больнице Хийумаа, авиационной пограничной охране и следователю по авиационным происшествиям Лётного департамента. 
В катастрофе погиб на месте один человек (49-летний Яан Алас, житель Хийумаа) и получили ранения 14 человек. 
Через разрушенный борт самолёта первой вылезла стюардесса, за ней ещё несколько пассажиров. В темноте стюардесса отвела людей от самолёта. Два пассажира пошли на ближайший хутор и оттуда сообщили о происшествии в службу спасения. Десять минут спустя помощь была на месте.
Девять пострадавших разместили в Кярдлаской больнице, 5 пострадавших вертолёты эстонской пограничной охраны доставили в больницы Таллина, из них двоих детей — в Таллинскую детскую больницу.
Оба пилота самолёта и 8 пассажиров получили тяжёлые травмы, 4 пассажира и стюардесса — лёгкие ранения. Второй пилот, получивший тяжёлые черепно-мозговые травмы и повреждения конечностей, впал в кому; 4 декабря он открыл глаза и сделал первые движения. 12 декабря Александр Головко был перевезён в реабилитационный центр Кейла.
30 ноября 2001 года в Таллинской детской больнице, не приходя в сознание, умер второй пассажир рейса 1007 — получивший тяжкие травмы 10-летний мальчик Арго Пере. Его сестра, Керту Пере (13 лет), получила перелом большеберцовой кости и 25 ноября была переведена из реанимационного отделения в травматологическое отделение.

## Реакция общественности
Президент Эстонии Арнольд Рюйтель выразил соболезнования родственникам и близким людей, пострадавших в катастрофе.
Банк Hansapank открыл счёт для пожертвований в поддержку пострадавшим в крушении самолёта. За три дня было собрано более 60 тысяч крон (около 3604 евро), и эта сумма со временем продолжала расти. Управа уезда Хийумаа также открыла специальный счёт для сбора пожертвований пострадавшим и близким погибших, и в первый месяц на этот счёт поступило 214 380 крон (около 13 701 евро).
Разбившийся самолёт был застрахован на 350 000 долларов США в российском страховом агентстве «Ингосстрах»; к этой сумме добавлялись выплаты пострадавшим в авиакатастрофе.

## Расследование
Оба бортовых самописца рейса 1007 были найдены вечером того же дня.
После катастрофы в Эстонии был установлен запрет на эксплуатацию самолётов Ан-28, пока не будет установлено, что причиной происшествия не стали возможные для данного типа воздушного судна технические недостатки.
К расследованию катастрофы приступила государственная комиссия, в составе которой были представители Лётного департамента Эстонии, Министерства дорог и коммуникаций и акционерного общества «Lennuliiklusteenindus» (обслуживание воздушного движения). Согласно предварительной версии, причиной катастрофы стало обледенение закрылков и хвостового оперения. По утверждениям одного из экспертов, имевшего значительный лётный опыт, об ошибке экипажа не могло быть и речи.
По словам первого пилота, при заходе на посадку он постоянно видел огни ВПП. По данным бортового речевого самописца, экипаж не видел ВПП до последней минуты полёта. Это означает, что командир экипажа видел огни зоны приближения ВПП с расстояния около 3 километров.
При столкновении с землёй курс полёта составил около 350°, вертикальная скорость — около 6 м/с, скорость самолета относительно земли — 125—130 км/ч. Скорость ветра в Кярдла весь день держалась в пределах 22 узлов, при подходе самолёта к аэропорту составила 24 узла.

### Выводы комиссии
В опубликованном в феврале 2002 года отчёте государственной комиссии причиной катастрофы были названы ошибки в технике пилотирования вследствие того, что командир воздушного судна неверно оценил ситуацию при заходе на посадку. Эксперты установили, что самолёт был в хорошем техническом состоянии.
В отчёте комиссии были также указаны сопутствующие крушению факторы: неоправданно низкая полётная скорость самолета, его резкое снижение при подлёте к аэродрому и слабый контроль пилотов за высотой полета. Эксперты также посчитали, что причиной падения самолета могла быть невысокая подготовленность первого пилота к действиям в сложных погодных условиях, а также его решение посадить самолёт с первой попытки. Среди других причин крушения комиссия назвала обледенение корпуса самолета, невыполнение требований к обслуживанию систем Ан-28, недостаточно согласованные действия экипажа. По мнению комиссии, пилот самолёта не должен был переходить на визуальное управление самолётом без предварительного согласования своих действий с центром управления полётами.

## Судебное разбирательство
27 мая 2002 года государственная прокуратура Эстонии предъявила командиру самолёта обвинение в нарушении правил безопасности движения и эксплуатации судна воздушного транспорта, которое привело к тяжким последствиям. Следствие было готово предъявить лётчику окончательное обвинение ещё в марте 2002 года, но он длительное время находился на лечении.
Первое заседание суда состоялось в марте 2004 года. Из-за объёмности уголовного дела суд зачитывал его обвиняемому в течение двух дней. Командир самолёта себя виновным не признал.
В 2011 году по ходатайству государственной прокуратуры суд закрыл уголовное дело в порядке оппортунитета, и никто не понёс наказания. В постановлении о прекращении дела суд указал, среди прочего, что дальнейшее расследование не имеет общественного интереса, что с момента авиакатастрофы прошло очень много времени, и что имелось правонарушение второй степени.